# Shamus O'Brien (film 1912)
Shamus O'Brien è un cortometraggio muto del 1912 diretto da Otis Turner. La sceneggiatura di Herbert Brenon si basa su una poesia di Sheridan Le Fanu che ha come protagonista la figura di un patriota irlandese.

## Produzione
Il film fu prodotto dall'Independent Moving Pictures Co. of America (IMP).

## Distribuzione
Il film uscì nelle sale cinematografiche statunitensi il 14 marzo 1912, distribuito dalla Motion Picture Distributors and Sales Company. Copia della pellicola viene conservata negli archivi della Library of Congress.